# Slaget vid Malatitze
Slaget vid Malatitze var ett slag mellan svenska och ryska trupper under stora nordiska kriget. Slaget stod vid Malatitze den 31 augusti 1708. En svensk styrka på 4 000 man överfölls i sitt läger av 13 000 ryssar men slog tillbaka anfallet med hjälp av anländande förstärkningar. Svenskarna förlorade drygt 1 000 man i döda och sårade, medan förlusterna på ryskt sida uppgick i runda tal till 2 700 man.

## Upptakt
Hösten 1708 var den svenska armén i Ryssland delad i två styrkor. En svensk truppstyrka bestående av Jönköpings, Skaraborgs, Närke-Värmlands, Västerbottens infanteriregementen samt Östgöta kavalleriregemente under befäl av generalmajor Roos var under förflyttning från den farliga position man hade haft nära den ryska huvudstyrkan mot den svenska huvudstyrkan under befäl av Karl XII. Man marscherade på nätterna och vilade på dagarna för att skona sig från den plågande sommarsolen. Sent på natten den 31 augusti slog den svenska truppstyrkan upp sina läger och gick i bivack. Precis när Jönköpings regemente fått upp sina tält och musköterna står prydligt kopplade och den sista soldaten snart har somnat trasas den grå dimman sönder av tusentals blixtar, ett väldigt brak hörs och muskötkulor flyger in över de sovande Jönköpingsknektarna. 

## Slaget

### Det ryska överfallet
I skydd av mörkret har fem utvalda ryska bataljoner från de berömda Preobraschenska och Semjonovska gardena tagit sig över det kärr som skulle skydda den svenska grupperingen och överraskat den svenska truppen. Totalt kaos råder hos Jönköpings regemente när fem organiserade bataljoner vräker in i deras läger. Plutoner, kompanier och Jönköpings regementes två bataljoner måste nu ställas upp i stridsdugliga former under kaoset för att undvika total förintelse.
De förband som nu möter den svenska armén, nästan åtta år efter Narva, är av helt annan kaliber, de är både välövade och välutrustade och fullt kapabla motståndare till den karolinska armén.
När de flesta jönköpingare är beredda att be sin sista bön till högre makter smattrar en muskötsalva från deras vänstra flank. Fram till stridsområdet har Skaraborgs regemente kommit rusande med sina två bataljoner under befäl av överste Otto Sperling. Skaraborgarna skjuter en salva och fäller sedan sina pikar och musköter och drar värjorna helt enligt karolinermönster och stormar sedan ursinnigt fram emot ryssarna. Ryssarna tas på sängen i sin egen överrumplingsattack och de närmsta ryska bataljonerna tvingas vika för Skaraborgarnas ursinniga anfall.  

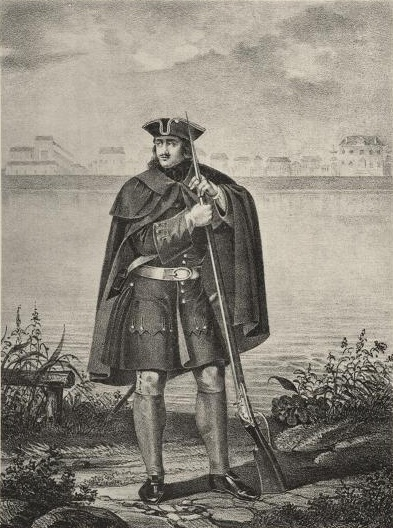
Soldat vid Preobraschenska gardet under stora nordiska kriget.

Men Skaraborgarna möter tsarens elitinfanteri som snabbt kommer i ordning igen. Deras salvor träffar sedan leden under de svartgula lejonfanorna. Skaraborgarna får som enda svenska organiserade regemente bära tyngden för hela slaget emot fem ryska elitbataljoner.  

### Avgörande
När Skaraborgarna tagit stora förluster och överste Sperling har fått se många av sina bästa officerare falla kommer äntligen Västerbottens regemente och Närke-Värmlands regemente fram till stridsplatsen och kan avlasta. Ännu jämnare blir striden när det svenska kavalleriet anländer och hugger in på de ryska infanteristerna. 
Samtidigt i det svenska huvudlägret har Karl XII fått nyheter om striderna, han vägrar dock att skicka några förstärkningar eftersom han inte vill blottlägga den svenska trossen för den ryska huvudstyrkan. Efter en stund bestämmer han sig dock för att skicka Dalregementet samt Nylands kavalleriregemente och Hjelms dragonregemente för att undsätta de stridande svenska trupperna i Malatitze. Med det övertaget inser ryssarna snart att det inte finns något värde att fullfölja kampen och drar sig under starkt svenskt tryck tillbaka samma väg som man kom. Den ryska bataljon som avdelas för att hålla svenskarna i schack under tillbakadragningen förintas helt av de svenska trupperna. 

## Följder

### Förluster
Den svenska sidan förlorade totalt 261 stupade och 750 sårade, varav Skaraborgs regemente som under häftiga strider i det inledande skedet av slaget stod för 109 av de stupade och 227 av de skadade. Många av de stupade var officerare.
Den ryska sidan uppgav att de hade cirka 700 stupade och 2 000 sårade. Preobrazjenskijregementet förlorade omkring 2/3 av sin styrka.

### Betydelse
Slaget fick ingen större betydelse för krigets utgång. Hade den ryska överrumplingen lyckats hade man eventuellt kunnat tillfoga den svenska styrkan ett svidande nederlag men svenskarna lyckades förhindra detta. Militärstrategiskt fick slaget dock ingen betydelse mer än att de svenska regementena överlevde ett år till, till slaget vid Poltava 1709, där de förintades eller tvingades kapitulera.

## Deltagande svenska regementen
Regementen som fick Malatitze 1708 som segernamn
- Jönköpings regemente (Finns idag på Göta ingenjörregemente (Ing 2) regementsfana)
- Skaraborgs regemente (Finns idag på Skaraborgs regemente (P 4) regementsfana)
- Västerbottens regemente (Finns idag på Norrbottens regemente (I 19) regementsfana)
- Närke-Värmlands regemente
- Dalregementet

Övriga regementen
- Hälsinge regemente
- Östgöta kavalleriregemente
- Nylands och Tavastehus läns kavalleriregemente

## Deltagande ryska regementen

### Infanteri
- Preobraschenska gardet
- Semjonovska gardet